# Esgrima nos Jogos Pan-Americanos Júnior de 2025
As competições de esgrima nos Jogos Pan-Americanos Júnior de 2025 em Assunção, Paraguai, foram realizadas entre 10 e 12 de agosto de 2025 no Bloco 2 do Pavilhão da Secretaria Nacional de Desporto (SND). Seis eventos foram disputados.

## Quadro de medalhas
| Pos.                | País                         | Ouro | Prata | Bronze | Total |
| ------------------- | ---------------------------- | ---- | ----- | ------ | ----- |
| 1                   | PER Peru                     | 1    | 0     | 2      | 3     |
| 2                   | PUR Porto Rico               | 1    | 0     | 1      | 2     |
| 3                   | BOL Bolívia                  | 1    | 0     | 0      | 1     |
| 3                   | CHI Chile                    | 1    | 0     | 0      | 1     |
| 3                   | ISV Ilhas Virgens Americanas | 1    | 0     | 0      | 1     |
| 3                   | MEX México                   | 1    | 0     | 0      | 1     |
| 7                   | USA Estados Unidos           | 0    | 2     | 2      | 4     |
| 8                   | BRA Brasil                   | 0    | 1     | 3      | 4     |
| 9                   | VEN Venezuela                | 0    | 1     | 1      | 2     |
| 10                  | ARG Argentina                | 0    | 1     | 0      | 1     |
| 10                  | GUA Guatemala                | 0    | 1     | 0      | 1     |
| 12                  | CRC Costa Rica               | 0    | 0     | 1      | 1     |
| 12                  | PAN Panamá                   | 0    | 0     | 1      | 1     |
| 12                  | PAR Paraguai                 | 0    | 0     | 1      | 1     |
| Total (14 entradas) | Total (14 entradas)          | 6    | 6     | 12     | 24    |

## Medalhistas
| Evento            | Ouro                                          | Prata                            | Bronze                          |
| ----------------- | --------------------------------------------- | -------------------------------- | ------------------------------- |
| Espada masculino  | Sabastian Taydon ISV Ilhas Virgens Americanas | Matheus Brandt BRA Brasil        | Isaac Daniel PAN Panamá         |
| Espada masculino  | Sabastian Taydon ISV Ilhas Virgens Americanas | Matheus Brandt BRA Brasil        | Daniel Yuan USA Estados Unidos  |
| Espada feminino   | Ana Margarita MEX México                      | Victoria Alejandra VEN Venezuela | Janine Bueno PAR Paraguai       |
| Espada feminino   | Ana Margarita MEX México                      | Victoria Alejandra VEN Venezuela | Luna Mia CRC Costa Rica         |
| Florete masculino | Renzo Kai PER Peru                            | Cristian José GUA Guatemala      | Jayden Cryus USA Estados Unidos |
| Florete masculino | Renzo Kai PER Peru                            | Cristian José GUA Guatemala      | Sebastián Robert PUR Porto Rico |
| Florete feminino  | Rafaela Augusta CHI Chile                     | Iris Pinqiao USA Estados Unidos  | Lívia Burberry BRA Brasil       |
| Florete feminino  | Rafaela Augusta CHI Chile                     | Iris Pinqiao USA Estados Unidos  | Natália Leal VEN Venezuela      |
| Sabre masculino   | Esteban Gabriel BOL Bolívia                   | William J USA Estados Unidos     | Lukas Helmut PER Peru           |
| Sabre masculino   | Esteban Gabriel BOL Bolívia                   | William J USA Estados Unidos     | Marcus De Lavra BRA Brasil      |
| Sabre feminino    | Gabriela Maria PUR Porto Rico                 | Catalina Sol ARG Argentina       | Maria Kalina PER Peru           |
| Sabre feminino    | Gabriela Maria PUR Porto Rico                 | Catalina Sol ARG Argentina       | Ana Beatriz Fraga BRA Brasil    |